# جهول‌دندانان
جهول‌دندانان (نام علمی: Jeholodentidae) نام یک تیره از راسته هوسه‌قیف‌دندان‌سانان است.